# Sphecodes togoanus
Sphecodes togoanus là một loài Hymenoptera trong họ Halictidae. Loài này được Strand mô tả khoa học năm 1912.